# 韓国の反日作品
韓国の反日作品（かんこくのはんにちさくひん）では、大韓民国の日本に対する、反日的な小説、韓国の漫画、テレビドラマ、映画、歌などを扱う。歴史小説や仮想戦記、核攻撃や紀行文など様々なジャンルがある。

## 概要
作品中では韓国や韓国人が優秀に描かれる一方で、日本男性は野蛮で残虐な人物として、日本女性は男性に従順で性的に乱れた人物といったステレオタイプで描かれることが多いとされる。日本の文化・風俗に対しても、極端な誇張や誤解・偏見に基づく描写がなされる場合がある。反日的とされる以外にも、歴史や科学技術に対する考察が不十分で事実と大きく異なるとする意見もある（特に、ご都合主義的な歴史の歪曲、科学技術の解釈については日本における一部の仮想戦記とも類似点が多く見受けられる）。
フィクションでは領土問題や歴史問題から韓国と日本が戦争に至るケースがよく見られる。その場合には日本対韓国および韓国に賛同する国家という構図になる。韓国の民族主義に訴えるエンターテイメントとして荒唐無稽なストーリーが多く、特に日本文化開放以前は日本を滅ぼすような過激な映画が多く見られた。
中国でも「抗日神劇」と呼ばれる反日作品が2010年前後に多数制作されたが、こちらは反日感情だけでなく検閲を回避する手法としての側面もあったため、現在では当局により規制がされている。

### 親日派の登場
2010年ごろから、歴史正義の実現（親日清算）を希求する世論を背景に、従来の加害者の日本と被害者の韓国という善悪二元論の構図に、韓国民族を裏切って日本の非道に助力する悪役として親日派韓国人が登場するようになった。この傾向は、韓流ブームによって日本で活動する機会が韓国人俳優にとっても、日本から反日俳優というイメージダウンを避けることができるとして歓迎された。

## 主な反日作品

### 小説
- 卜鉅一『京城・昭和六十二年 碑銘を求めて （비명을 찾아서 : 경성, 쇼우와 62년） 』、1987年 - 小説。1909年10月26日、朝鮮統監であった伊藤博文がハルビン駅において安重根に襲撃されたものの、殺害されずに生き残った架空の歴史の中、1987年（昭和六十二年）の大日本帝国を舞台にしている。
- イ・ソンス『ウイルス壬辰倭乱 （바이러스 임진왜란） 』、1990年 - 小説。地震による日本列島の危機の中、沈没クーデターを起こし、自衛隊を「日本軍」に改編した日本が、世界に誇る航空母艦「トヨトミ」や、脅威のウィルス「ヒデヨシ・ウィルス」で韓国人ホロコーストを計画。韓国人の主人公が計画を阻止する内容。
- 金辰明『ムクゲノ花ガ咲キマシタ （무궁화 꽃이 피었습니다） 』、1993年 - 小説。作中に韓国が北朝鮮と手を結び、日本に核ミサイルを撃ち込むという戦略シナリオを読む部分がある。大ベストセラーとなり韓国で映画化された。朝鮮語版Wikipediaの記事
- ユン・ジョンソク『Fire Day （파이어 데이） 』、1995年 - 小説。
- 高元政『フェッブル （횃불） 』 - 小説。
- 金辰明『皇太子妃拉致事件』、2001年 - 小説。韓国人が皇太子妃雅子を拉致する。NHKのハングル講座がとりあげ問題となった。
- チョン・ソンヒョク『百済書記』、2002年 - 高校生が書いた歴史小説。天皇は百済人であり、敬宮愛子内親王が百済王家の子孫と恋に落ち、歴史「真実」を悟る。和田春樹が「良心的日本人」として登場する。和田の思想・主張以外、事実と異なるところが多い。
- イ・ヨン『金正恩統一戦争』、2011年 - 小説。北朝鮮の後継者の金正恩をめぐる権力暗闘を描いた。北朝鮮軍が北海道を侵攻するストーリーがある[2]。
- ユ・グァンナム『李舜臣の帝国１（이순신의 제국1）』ISBN 9788997790890、2014年 - 小説。日本を奇襲し、天皇を捕らえ、自分を謀殺しようとした宣祖が廃位され日本が降参。出版社は「イ・スンシンの帝国は私たちが夢見る帝国になり、私たちが願う理想的な国が繰り広げられることになるだろう」と伝えた。[3]
- 金正賢『安重根が安倍に向かって発砲』（안중근, 아베를 쏘다）ISBN 9788970638225、2014年 - 小説。安重根が現在に蘇り、安倍首相を銃撃するという内容。[4]

### 論説
- 田麗玉 （전여옥）、『日本はない （일본은 없다） 』（日本では1994年に『悲しい日本人』名でたま出版から出版）、1993年 - 紀行文。KBSの特派員として日本に滞在した経験をもとに書かれた。ただひたすら日本と日本人を罵倒する。『醜い韓国人 （추한 한국인） 』（朴泰赫 （박태혁 ）が日本で出版されたことに対抗して書かれた。2004年、オーマイニュースが『日本はない』の盗作問題を報道した。田はオーマイニュースに対する民事訴訟を起こしたが、2012年5月18日に韓国の最高裁である大法院は原告敗訴の判決を下した原審を確定した[5]。
- パク・チャンヒョン（박창형）『チョッパリカス（쪽발이 찌꺼기）』、2014年。チョッパリ（日本人の蔑称、豚足の意）の日帝残滓を排除しなければ、民族精気を正しく立て直すことはできないと主張する本。[6]

### 漫画
- 李賢世（이현세）『南伐』（ナムボル、남벌）、1994年。
- 佯病説 （양병설） 『嫌日流 （혐일류）』、2006年。
- 金城模 （キム・ソンモ、ko:김성모） 『嫌日流 （혐일류）』（日本語版のタイトルは『マンガ 嫌日流』）、2006年 - 漫画。『マンガ 嫌韓流』（山野車輪）が日本で出版されたことに対抗して書かれた。

### 映画
- 『将軍の息子 （장군의 아들） 』、1990年 - 『将軍の息子2』、1991年 - 『将軍の息子3』、1992年 - 韓国人のヤクザ、金斗漢 （김두한） が日本人のヤクザをやっつける。イム・グォンテク （임권택）監督。
- 『ムクゲノ花ガ咲キマシタ （무궁화 꽃이 피었습니다) (소설)』、1993年 - 日本が大韓民国から核攻撃され、日本が滅亡する。内容が過激で日本への原子爆弾投下を連想させる為、日本での上映や放送はされていない。
- 『ユリョン （유령） 』、1999年 - ユリョンとは『幽霊』の意で、韓国がロシアから入手した原子力潜水艦の秘匿名。副艦長が沖縄を始め、東京や大阪、札幌や福岡など日本の主要都市に核を撃ち込もうとする。さらに日本の潜水艦を捕らえ、深海へ牽引して乗員もろとも圧壊させる場面がある。劇中では艦内で「核攻撃派」と「時期尚早派」が対立するが、「核攻撃派」の副艦長が「沖縄県民は運が良い、あと2時間寿命が延びた」といったセリフが有り、また「時期尚早派」の主人公も韓国が先制攻撃をすれば「祖国が火の海に成ってしまう」とのスタンスであり、対日核攻撃を全否定する主張はない。
- 『ロスト・メモリーズ （로스트 메모리즈） 』、2002年 - 大日本帝国の朝鮮半島侵略から一世紀経過したソウルの仮想世界観を描いた。安重根による伊藤博文暗殺が未遂に終わり、大日本帝国が第二次世界大戦でも勝ち朝鮮半島が日本領であり続けた2009年が舞台で、光化門にある銅像が李舜臣から豊臣秀吉に変えられている。中盤、「この歴史は改変されたものだ」と主張する人物が唐突に登場し、この話を聞いた主人公が過去へタイムスリップして伊藤博文暗殺の現場へ向かう道を選ぶ。
- 『韓半島 -HANBANDO-（한반도）』、2006年 - 南北融和後の近未来、大日本帝国との外交戦争が勃発し、東海（日本海）上で大韓民国海軍と海上自衛隊が武力衝突寸前にまで陥る。公開初期は大ヒットするが、同時期に公開された怪獣映画『グエムル-漢江の怪物-』に押され気味になる。また、主要メディアは条件設定に否定的な論調を展開した。大日本帝国が明治時代に大韓帝国と結んだ（架空の）条約（仮にそのような条約があったとしても、日韓基本条約締結時に失効している）を盾に南北鉄道の利権を簒奪しようとする、国際常識的にありえない設定が採られた。

### テレビドラマ
- 『憤怒の王国 （분노의 왕국）』、1992年 - MBCで放映。李氏朝鮮の末裔が、復讐のため天皇を狙撃する。狙撃の場面には、実際の即位の礼の映像が使われていた。この番組に対して日本の外務省が抗議し、国際問題に発展しかけたこともある。小説版は1994年に日本語版が第三書館より出版されたが、ドラマは日本未放送。
- 『黎明の瞳 （여명의 눈동자） 』、1991-1992年 - MBCで放映。日本未放送。ヒロインが日本軍により慰安掃として動員されるなどのシーンが放送され、韓国人が怒り暴動を起こした[7]。
- 『対局』、1994年 - MBCで放映。韓国国宝級の碁盤をかけて、韓国の棋士が日本の棋士を打ち破る。日本未放送。
- 『ぬか喜びの祝杯』、1994年 - MBCで放映。日本企業が韓国が開発した半導体技術を盗むために、韓国主人公の恋人を拉致して技術を手にするものの、主人公がデータをクラッキングして恋人を取り戻す。日本未放送。
- 『済衆院』、2010年 - SBSで放映。日本人は医師や看護師などが登場しているが、「治療に見せかけ暗殺しようとする」「貧しい病人を助けない」「朝鮮人患者を新薬の実験台にする」など悪人として描写されている。

### 歌
- チョン・グァンテ （정광태）、『独島は我が領土 （독도는 우리땅） 』（タイトルは『独島は我が地』と訳される場合もある）、1982年
- 1982年のオリジナル曲「独島は我が地」を1996年にDJ DOCがカバーしている[8]。

## 関連文献
- 野平俊水『日本人はビックリ！ 韓国人の日本偽史』小学館〈小学館文庫〉、2002年5月。ISBN 4-09-402716-5。
- 水野俊平『韓vs日「偽史ワールド」』小学館、2007年3月。ISBN 978-4-09-387703-9。